# Hyllus lugubris
Hyllus lugubris är en spindelart som först beskrevs av Vinson 1863.  Hyllus lugubris ingår i släktet Hyllus och familjen hoppspindlar. Inga underarter finns listade i Catalogue of Life.